# Mossel (Fluss)
Die Mossel ist ein Fluss in Frankreich, der in der Region Grand Est verläuft. Auf ihrem Weg durchquert sie die Départements Moselle und Bas-Rhin.

## Geographie

### Verlauf
Die Mossel entspringt im Gemeindegebiet von Dabo, knapp an der Grenze zur benachbarten Gemeinde Reinhardsmunster und entwässert generell Richtung Nordost. Sie passiert im Südosten das Gebiet um die Kleinstadt Saverne und mündet nach rund 21 Kilometern im Gemeindegebiet von Dettwiller als rechter Nebenfluss in die Zorn. In ihrem Unterlauf quert die Mossel den Canal de la Marne au Rhin.

### Einzugsgebiet
Das 73,7 km² große Einzugsgebiet der Mossel erstreckt sich von den  Vogesen bis zur Oberrheinischen Tiefebene und wird durch sie über die Zorn, die Moder und den Rhein zur Nordsee entwässert.
Es grenzt
- im Nordosten an das Einzugsgebiet des Horattgrabens und an das des Morenthalgrabens, die beide in die Zorn münden;
- im Osten an das des Rohrbachs, der ebenfalls in die Zorn mündet;
- im Südosten und Süden an das der Mossig, die über die Bruche und die Ill in den Rhein entwässert;
- im Westen an das des Baerenbachs, der in die Zorn mündet und
- im Norden an das der Zorn direkt.

Das Einzugsgebiet ist im Nordwesten überwiegend bewaldet, im Südosten dominieren landwirtschaftliche Nutzflächen.
Die höchste Erhebung ist der Geissfels mit einer Höhe von 612 m im Südwesten des Einzugsgebiets.

### Zuflüsse
(Reihenfolge in Fließrichtung)
- Ruisseau Winkelbach (rechts), 1,51 km
- Ruisseau Rohbaechel (links), 1,17 km
- Ruisseau Rosselbach (links), 1,63 km
- Ruisseau le Weinerbaechel (Weiherbaechel[5]) (links), 1,43 km
- Ruisseau le Kuhbach (rechts), 8,75 km
- Ruisseau le Froeschloch (rechts), 2,52 km
- Ruisseau le Drusenbach (rechts), 5,05 km

### Orte am Fluss
(Reihenfolge in Fließrichtung)
- Reinhardsmunster
- Thal-Marmoutier
- Gottenhouse
- Otterswiller
- Saverne
- Waldolwisheim
- Dettwiller

## Mühlen
(Reihenfolge in Fließrichtung)
- Obermühle (moulin supérieur)
- Champagnermühle (moulin inférieur)
- Wild-Mühle (Waldmühle)
- Mittelmühle
- Frauen Mühle
- Auen Mühle
- Mosselmühle